# Hunburg (Burgholz)
Die Hunburg ist die Ruine einer Spornburg auf einem 368 m ü. NN hohen Bergsporn über der Wohra westlich von Burgholz einem Stadtteil der Kleinstadt Kirchhain im Landkreis Marburg-Biedenkopf in Hessen.
Vermutlich war die Hunburg eine im 8. Jahrhundert durch die Karolinger erbaute frühmittelalterliche Grenzfestung. Die Zeitstellung ist jedoch noch nicht gesichert.
Es handelte sich um eine unregelmäßige ovale Wallanlage in Schildform in Spornlage mit einer Länge von etwa 200 Meter und einer Breite von ca. 100 Metern. Die Anlage war mit einem Halsgraben südlich vom Hang getrennt. Südöstlich befand sich ein Zangentor in der gemörtelten Mauer.
Mit dem Bau der gegenüberliegenden Burg Rauschenberg nach 1060 durch die Abtei Fulda verlor die Hunburg an Bedeutung. Der Ritter Johann von Riedesel erhielt sie im Jahr 1337 als fuldisches Lehen und sie war wohl noch teilweise bewohnt. Bis 1401 blieb sie im Besitz der Abtei Fulda und wurde danach von Hessen erworben.
Bei Ausgrabungen im Jahre 1936 wurden Reste der Umfassungsmauern freigelegt. Einige Vertiefungen im Süden der Anlage deuten auf ehemalige Keller- und Gebäudefundamente aus der Zeit des 10. bis 15. Jahrhunderts hin.
Bei geoelektrischen Prospektionen konnten zwar entsprechende Anomalien bestätigt werden. Zwei spätere Suchschnitte im September 2001 fanden aber keine anthropogene Eingriffe; die Untersuchungen ergaben nur eine Sandschicht am anliegenden gebänderten Sandstein. Eine weitere Untersuchung des Torbereiches ergab, dass die Torwangen wohl nicht aus Stein errichtet wurden, sondern eine Holzkonstruktion anzunehmen ist.